# Brigitte Acton
Brigitte Acton (Sault Ste. Marie, 30 november 1985) is een Canadees voormalig alpineskiester. Ze nam tweemaal deel aan de Olympische Winterspelen, maar behaalde geen medaille.

## Carrière
Acton maakte haar wereldbekerdebuut in november 2003 tijdens de slalom in Park City. Ze stond nooit op het podium van een wereldbekerwedstrijd. 
In 2006 kon Acton zich een eerste keer plaatsen voor de Olympische Winterspelen in Turijn.  Ze eindigde 10e op de combinatie en 11e op de reuzenslalom.  Op de slalom werd ze 17e.  
Op de Olympische Winterspelen van 2010 in Vancouver behaalde ze opnieuw een 17e plaats op de slalom.  In 2010 plaatste ze een punt achter haar loopbaan.

## Resultaten

### Wereldkampioenschappen
| Jaar | Plaats      | Resultaten                                   |
| ---- | ----------- | -------------------------------------------- |
| 2005 | Bormio      | 12e Combinatie DNF2 Reuzenslalom DNF2 Slalom |
| 2007 | Åre         | 42e Reuzenslalom DNF Supercombinatie         |
| 2009 | Val-d'Isère | 25e Slalom                                   |

### Olympische Spelen
| Jaar | Plaats    | Resultaten                                 |
| ---- | --------- | ------------------------------------------ |
| 2006 | Turijn    | 10e Combinatie 11e Reuzenslalom 17e Slalom |
| 2010 | Vancouver | 17e Slalom                                 |

### Wereldbeker

#### Eindklasseringen
| Seizoen   | Algm | SL  | RS  | SG  | SC  |
| --------- | ---- | --- | --- | --- | --- |
| 2003/2004 | 110e | -   | 51e | -   | -   |
| 2004/2005 | 67e  | 42e | 35e | -   | 10e |
| 2005/2006 | 61e  | 40e | 32e | 56e | 16e |
| 2006/2007 | 73e  | 32e | 44e | -   | 29e |
| 2008/2009 | 104e | 46e | -   | -   | -   |
| 2009/2010 | 65e  | 21e | -   | -   | -   |